# Jorge Briola
Jorge Briola (ur. w 1907) – argentyński zapaśnik walczący w stylu klasycznym. Olimpijczyk z Amsterdamu 1928, gdzie zajął jedenaste miejsce w wadze ciężkiej.

## Letnie Igrzyska Olimpijskie 1928
| Konkurencja             | Rundy eliminacyjne   | Rundy eliminacyjne        | Klas. końcowa |
| Konkurencja             | Przeciwnik I         | Przeciwnik II             | Miejsce       |
| ----------------------- | -------------------- | ------------------------- | ------------- |
| 82,5 kg styl klasyczny. | Mehmet Çoban (TUR) P | Alberts Zvejnieks (LAT) P | 11.           |